# Claúdio Zélito da Fonseca Aguiar
Cláudio Zélito da Fonseca Aguiar, mais conhecido por Lito (Pedra Badejo, Santiago, 3 de Fevereiro de 1975) é um ex-futebolista cabo-verdiano que jogava como avançado.